# Шеро, Патрис
Патрис Шеро (фр. Patrice Chéreau; 2 ноября 1944, Лезинье, Мен и Луара — 7 октября 2013, Париж) — французский оперный, кино- и театральный режиссёр, актёр, сценарист. Лауреат Каннского и Берлинского кинофестивалей.

## Биография
Из семьи художников. Окончил парижский лицей Людовика Великого, начал карьеру актёра и режиссёра на лицейской сцене, ставил Гюго, Лопе де Вегу, Мариво (1964—1965). 
В 1966 возглавил театр г. Сартрувиль (деп. Ивелин), где поставил пьесы Мариво, Лабиша, Якоба Ленца. В дальнейшем работал в Театро пикколо в Милане с Джорджо Стрелером, в Марселе. 
В 1971—1977 вместе с Роже Планшоном и Робером Жильбером возглавлял Национальный народный театр (фр. TNP) в Виллербане. В 1982—1990 руководил театром в Нантерре (фр.  Théâtre Nanterre-Amandiers).
Член Берлинской академии искусств (2003).

## Избранные постановки

### Театральные
- 1966 : Лабиш Преступление на улице Лорсин
- 1967 : Я.Ленц Солдаты
- 1968 : Мольер Дон Жуан
- 1970 : Шекспир Ричард II
- 1970 : Пабло Неруда Звезда и смерть Хоакина Мурьеты
- 1970 : Танкред Дорст Толлер
- 1972 : Франк Ведекинд Лулу
- 1972 : Кристофер Марло Парижская резня
- 1973 : Мариво Спор
- 1975 : Эдвард Бонд Лир
- 1981 : Хенрик Ибсен Пер Гюнт
- 1983 : Бернар-Мари Кольтес Битва негров с собаками
- 1983 : Жан Жене Ширмы
- 1985 : Хайнер Мюллер Квартет
- 1987 : Кольтес В одиночестве хлопковых полей
- 1987 : Чехов Платонов
- 1988 : Шекспир Гамлет (премия Мольера на Авиньонском театральном фестивале)
- 1988 : Кольтес Возвращение в пустыню
- 1991 : Бото Штраус Время и комната (Большая премия Синдиката критиков, премия Мольера)
- 1995 : Кольтес В одиночестве хлопковых полей (новая постановка, премия Мольера)
- 1998 : Шекспир Генрих VI-Ричард III (фрагменты)
- 2003 : Расин Федра (три премии Мольера)
- 2005 : Достоевский Записки из подполья
- 2005 : Гибер Мавзолей любовников (совместно с Филиппом Кальварио)
- 2006 : Достоевский Великий инквизитор, глава из романа Братья Карамазовы
- 2008 : Маргерит Дюрас Боль
- 2009 : Пьер Гийота Кома
- 2011 : Юн Фоссе Я — ветер

### Оперные
- 1969 : Россини Итальянка в Алжире
- 1974 : Оффенбах Сказки Гофмана
- 1976 : Вагнер Кольцо Нибелунга (муз. постановка Пьера Булеза)
- 1979 : Альбан Берг Лулу (муз.постановка Пьера Булеза)
- 1984 : Моцарт Луций Сулла (муз. постановка Сильвена Камбрелена)
- 1992 : Альбан Берг Воццек (муз.постановка Даниэля Баренбойма)
- 1994 : Моцарт Дон Жуан (муз. постановка Даниэля Баренбойма)
- 2005 : Моцарт Так поступают все (муз. постановка Дэниела Хардинга)
- 2007 : Яначек Из мёртвого дома (муз. постановка Пьера Булеза)
- 2007 : Вагнер Тристан и Изольда (муз. постановка Даниэля Баренбойма)
- 2013 : Рихард Штраус Электра (муз. постановка Эсы-Пекки Салонена)

## Кинорежиссура
- 1974 : Плоть орхидеи / La Chair de l’orchidée (по роману Д. Х. Чейза Плоть орхидеи)
- 1978 : Жюдит Терпов / Judith Therpauve
- 1983 : Раненый человек / L’Homme blessé (премия Сезар за лучший киносценарий, номинация на Золотую пальмовую ветвь Каннского МКФ)
- 1987 : Отель „Франция“ / Hôtel de France
- 1991 : Против забвения / Contre l’oubli (коллективный проект)
- 1994 : Королева Марго / La Reine Margot (по Дюма, номинация на премию BAFTA, приз жюри Каннского МКФ)
- 1998 : Те, кто меня любит, поедут поездом / Ceux qui m’aiment prendront le train (премия Сезар и Золотая звезда за лучшую режиссуру, номинация на Золотую пальмовую ветвь Каннского МКФ)
- 2000 : Интим / Intimité (сценарий Х.Курейши, премия Луи Деллюка и премия Голубой ангел Берлинского МКФ за режиссуру, премия братьев Люмьер, премия ФИПРЕССИ на МКФ в Рио-де-Жанейро, номинация на Европейскую кинопремию)
- 2003 : Его брат / Son frère (Серебряный медведь Берлинского МКФ за режиссуру)
- 2005 : Габриэль / Gabrielle (по Дж. Конраду, номинация на Золотого льва Венецианского МКФ)
- 2009 : Преследование / Persécution

## Актёрские работы
- 1982 — Дантон / Danton (Анджей Вайда)
- 1985 — Прощай, Бонапарт / Adieu Bonaparte (Юсеф Шахин)
- 1992 — Последний из могикан / Le Dernier des Mohicans (Майкл Манн)
- 1997 — Война Люси / Lucie Aubrac (Клод Берри)
- 1999 — Обретённое время / Le Temps retrouvé (Рауль Руис)
- 2002 — Рядом с раем / Au plus près du paradis (Тони Маршалл)
- 2003 — Время волков / Le Temps du loup (Михаэль Ханеке)

## Награды и номинации
Премия Фридриха Гундольфа Немецкой академии языка и литературы (1993), театральная премия Европа (2008)
- 2009 год

Венецианский кинофестиваль, 2009 год
Номинации:
Золотой лев («Преследование»)
- 2006 год

Сезар, 2006 год
Номинации:
Лучший адаптированный сценарий («Габриель»)
- 2005 год

Венецианский кинофестиваль, 2005 год
Номинации:
Золотой лев («Габриель»)
- 2003 год

Берлинский кинофестиваль, 2003 год
Победитель:
Серебряный Медведь за лучшую режиссёрскую работу («Его брат»)
Номинации:
Золотой Медведь («Его брат»)
- 2002 год

Сезар, 2002 год
Номинации:
Лучший режиссёр («Интим»)
- 2001 год

Берлинский кинофестиваль, 2001 год
Победитель:
Золотой Медведь («Интим»)
Специальный приз фестиваля Blue Angel за лучший европейский фильм («Интим»)
- Европейская киноакадемия, 2001 год

Номинации:
- 2000 год Приз зрительских симпатий за лучшую работу режиссёра («Интим»)
- 1999 год

Сезар, 1999 год
Победитель:
Лучший режиссёр («Те, кто меня любит, поедут поездом»)
Номинации:
Лучший адаптированный или оригинальный сценарий («Те, кто меня любит, поедут поездом»)
- 1998 год

Каннский кинофестиваль, 1998 год
Номинации:
Золотая пальмовая ветвь («Те, кто меня любит, поедут поездом»)
- 1996 год

Британская академия, 1996 год
Номинации:
Лучший фильм на иностранном языке («Королева Марго»)
- 1995 год

Сезар, 1995 год
Номинации:
Лучший фильм («Королева Марго»)
Лучший режиссёр («Королева Марго»)
Лучший адаптированный или оригинальный сценарий («Королева Марго»)
- 1994 год

Каннский кинофестиваль, 1994 год
Победитель:
Приз жюри («Королева Марго»)
Номинации:
Золотая пальмовая ветвь («Королева Марго»)
- 1984 год

Сезар, 1984 год
Победитель:
Лучший сценарий («Раненый человек»)
- 1983 год

Каннский кинофестиваль, 1983 год
Номинации:
Золотая пальмовая ветвь («Раненый человек»)